# Munchhouse

Munchhouse este o comună în departamentul Haut-Rhin din estul Franței. În 2009 avea o populație de 1.621 de locuitori.

## Evoluția populației
| An        | 1975 | 1982 | 1990  | 1999  | 2006  | 2009  |
| --------- | ---- | ---- | ----- | ----- | ----- | ----- |
| Populație | 903  | 937  | 1.216 | 1.429 | 1.552 | 1.621 |